# John M. Grunsfeld
John M. Grunsfeld, född 10 oktober 1958 i Chicago, är en amerikansk astronaut uttagen i astronautgrupp 14 den 5 december 1992.

## Rymdfärder
- Endeavour - STS-67
- Atlantis - STS-81
- Discovery - STS-103
- Columbia - STS-109
- Atlantis - STS-125 sista servicefärden till rymdteleskopet Hubble.